# Балика Дмитро Андрійович
Дмитро́ Андрі́йович Бали́ка  (нар. 9 (21) вересня 1894, Седнів, тепер селище міського типу Чернігівської області — †9 квітня 1971, Горький) — український і російський бібліотекознавець та бібліограф, професор з 1927.
Закінчив 1912 Чернігівське реальне училище, 1916 — Петроградський політехнічний інститут і 1920 — Томський університет. З 1921 — на бібліотечній роботі в Києві, з 1927 по 1930 працював в Українському науковому інституті книгознавства. З 1930 — в Горьківському педагогічному інституті.
Основні праці з бібліотекознавства та бібліографії («Бібліотека і читач на Україні», 1930 тощо). У 20-х роках обґрунтував теорію бібліологічної педагогіки.
Автор розвідок про бібліотеки М. Горького і П. Мельникова, книги «Нижегородские годы семьи Ульяновых» (видано 1981, у співавторстві) та ін.
Склав бібліографічний покажчик «Вивчення українського читача» (1925), до якого ввійшли праці Б. Грінченка, П. Куліша, І. Франка, уклав бібліографію М. Драгоманова, І. Франка.